# کریستین مولر (بازیکن فوتبال، زاده ۱۹۶۰)
کریستین مولر (انگلیسی: Christian Müller؛ زادهٔ ۲۶ دسامبر ۱۹۶۰) بازیکن فوتبال اهل آلمان است.
از باشگاه‌هایی که در آن بازی کرده‌است می‌توان به باشگاه فوتبال بلاو-وایس ۹۰ برلین اشاره کرد.